# ドゥ・ユー・ウォント・トゥ・ノウ・ア・シークレット
「ドゥ・ユー・ウォント・トゥ・ノウ・ア・シークレット」（Do You Want to Know a Secret）は、ビートルズの楽曲である。1963年に発売された1作目のイギリス盤公式オリジナル・アルバム『プリーズ・プリーズ・ミー』に収録された。リード・ボーカルはジョージ・ハリスンが務めた。アメリカでは、1964年にヴィージェイ・レコードからシングル盤として発売され、Billboard Hot 100で最高位2位を記録し、ハリスンがリード・ボーカルを務めた楽曲がチャートインした初の例となった。
楽曲が発表されて以降、ビリー・J・クレイマー&ザ・ダコタス、ラッキー・ブロンドー、ボビー・ヴィーらによってカバーされている。

## 背景
「ドゥ・ユー・ウォント・トゥ・ノウ・ア・シークレット」は、1962年秋にジョン・レノン（名義はマッカートニー＝レノン）によって書かれた楽曲。本作はウォルト・ディズニーが1937年に制作したアニメーション映画『白雪姫』に登場する楽曲で、レノンが幼少期に母親のジュリア・レノンに歌ってもらった「私の願い」の影響を受けている。「私の願い」は映画の最初に登場する楽曲で、白雪姫が鳩の群れに「Wanna know a secret? Promise not to tell?（秘密を知りたい？言わないって約束してくれる？）」と問いかけるところから始まる。本作の冒頭の2行の歌詞のあとに、「Listen / Do you want to know a secret / Do you promise not to tell（ねえ / 秘密を知りたくないかい / だれにもいわないと約束できる）」と類似した歌詞が登場する。本作についてレノンは「僕がまだ1歳だったか2歳だったかで母と一緒に住んでいた頃に、母がよく歌ってくれたんだ。それはディズニー映画の曲で（歌い出す）『秘密を知りたい？誰にも言わないって約束してくれる？願いが叶う井戸のそばに立って…』という感じさ。それがずっと僕の頭の中に残っていたんだ」と語っている。
リード・ボーカルはハリスンが務めている。ハリスンは、本作でのボーカルについて「この曲にボーカルを乗せるのは好きじゃなかった。どんな風に歌えばいいのかまったくわからなかったんだ」と語っている。なお、レノンが「ジョージのために書いたわけじゃない」とする一方で、ポール・マッカートニーは「ジョージに歌ってもらうために2人で書いた」と主張している。なお、レノンは「この曲を書いてジョージに歌ってもらうことにした。音は3つしか使ってないし、ジョージにとっては扱いやすかったと思うよ」とも語っている。

## レコーディング
「ドゥ・ユー・ウォント・トゥ・ノウ・ア・シークレット」は、アルバム『プリーズ・プリーズ・ミー』に収録された他の9曲（シングル曲を除く）とともに、1963年2月11日に行なわれた10時間に及ぶセッションでレコーディングされた。本作は同日の午後のセッションで取り上げられ、録音には6テイクを要した。録音されたテイクからテイク6がベストとされ、ハンドクラップとリムショットがオーバー・ダビングされた。ハリスンとレノンのアコースティック・ギターは、それぞれ別のチャンネルに録音されており、ステレオ・ミックスではハリスンのギターが右チャンネルに、レノンのギターが左チャンネルに振り分けられている。なお、ブリッジの「I've known a secret for a week or two」という歌詞をハリスンが誤って「I've known a secret for the week or two」と歌っているほか、曲の1:10と1:50あたりでマッカートニーがベースの演奏ミスを犯している。
1963年2月25日にモノラル・ミックスとステレオ・ミックスが作成され、いずれもフェードアウトの処理が施されている。
1963年5月21日にBBCラジオの番組『Saturday Night Club』用、5月24日に『Pop Go the Beatles』用、7月10日に『Pop Go the Beatles』用に演奏が録音され、それぞれ5月25日、6月4日、7月30日に放送された。このうち7月10日の演奏が2013年に発売された『オン・エア〜ライヴ・アット・ザ・BBC Vol.2』に収録された。

## リリース
「ドゥ・ユー・ウォント・トゥ・ノウ・ア・シークレット」は、1963年3月22日にパーロフォンから発売されたオリジナル・アルバム『プリーズ・プリーズ・ミー』のB面4曲目に収録された。音楽評論家のリッチー・アンターバーガーは、本作について「レノン＝マッカートニーの代表作」とし、「ビートルズのタフなロッカーはレノン、甘いバラードはマッカートニーという不公平な固定観念に反して、レノンが繊細や優しいロマンティックな曲を作ることが出来ることをいち早く証明した」と評している。
アメリカでは、1964年3月23日にヴィージェイ・レコードからシングル盤として発売され、B面には「サンキュー・ガール」が収録された。その後、ヴィージェイ・レコードから発売された編集盤『Introducing... The Beatles』やキャピトル・レコードから発売された編集盤『ジ・アーリー・ビートルズ』に収録された。
日本では、1964年5月5日にアメリカと同じく「サンキュー・ガール」をB面に収録したシングル盤として発売された。その後、6月5日に発売された独自の編集盤『ビートルズ No.2!』や1966年に発売された『ステレオ! これがビートルズ Vol.1』にも収録された。
なお、本作はビートルズ解散後に発売された『ビートルズ バラード・ベスト20』や『リヴァプールより愛を込めて ザ・ビートルズ・ボックス』などのコンピレーション・アルバムにも収録されている。

## クレジット
※出典
- ジョージ・ハリスン - リード・ボーカル、アコースティック・ギター（右チャンネル）
- ジョン・レノン - アコースティック・ギター（左チャンネル）、バッキング・ボーカル
- ポール・マッカートニー - ベースギター、バッキング・ボーカル
- リンゴ・スター - ドラム、ドラムスティックを叩く音
- ノーマン・スミス - エンジニア

## チャート成績（ビートルズ版）
| チャート (1964年)                   | 最高位 |
| ----------------------------------- | ------ |
| ドイツ (GfK Entertainment charts)   | 34     |
| ニュージーランド (Lever Hit Parade) | 2      |
| US Billboard Hot 100                | 2      |
| US Cash Box Top 100                 | 3      |

## 認定
| 国/地域                          | 認定 | 認定/売上数 |
| -------------------------------- | ---- | ----------- |
| アメリカ合衆国 (RIAA)            | Gold | 500,000     |
| 認定のみに基づく売上数と再生回数 |      |             |

## カバー・バージョン

### ビリー・J・クレイマー&ザ・ダコタスによるカバー
ビリー・J・クレイマー&ザ・ダコタスによるカバー・バージョンは、1963年4月26日にシングル盤として発売され、B面には「アイル・ビー・オン・マイ・ウェイ」が収録された。翌年に発売されたオリジナル・アルバム『リトル・チルドレン』には両曲とも収録された。
『NME』誌のランキングでは第1位、『レコード・リテイラー』誌のランキングでは最高位2位を記録した。
ビリー・J・クレイマー&ザ・ダコタスによるカバー・バージョンは、1974年に公開された映画『Stardust』のサウンドトラックとして使用され、同作のサウンドトラック・アルバムにも収録された。
| チャート (1963年)        | 最高位 |
| ------------------------ | ------ |
| ノルウェー (VG-lista)    | 7      |
| UK Record Retailer Chart | 2      |
| UK NME Singles Chart     | 1      |

### その他のアーティストによるカバー
- ラッキー・ブロンドー（英語版） - 1963年にシングル盤として発売。フランス語でのカバーで、タイトルは「J'ai un secret à te dire」に変更された[29]。訳詞はラーフ・バーネットが手がけた。ベルギーのUltratopチャートで最高位45位を記録[30]。
- アルビンとチップマンクス - 1964年に発売されたアルバム『The Chipmunks Sing the Beatles Hits』に収録[31]。
- ボビー・ヴィー - 1964年に発売されたアルバム『30 Big Hits from the 60s』に収録[32]。
- キーリー・スミス（英語版） - 1964年に発売されたカバー・アルバム『Sings the John Lennon-Paul McCartney Songbook』に収録[33]。
- スターズ・オン45 - 1981年に発売されたメドレー曲「ショッキング・ビートルズ45」内の1曲としてカバー[34]。このメドレー曲は、全英シングルチャートで最高位2位を記録した[35]。
- フェアーグラウンド・アトラクション - 1990年に発売されたアルバム『Ay Fond Kiss』に収録[36]。
- ポール・サリヴァン（英語版） - 1998年に発売されたカバー・アルバム『'60's Sweet and Bittersweet』に収録[37]。
- ロジャー・ウェッブ（英語版） - 2003年に発売されたカバー・アルバム『John, Paul and All That Jazz』に収録[38]。
- メアリー・ウェルズ（英語版） - 2012年に発売されたアルバム『The Complete 20th Century Fox Recordings』に収録[39]。